# Natri stearat
Natri stearat là muối natri của acid stearic có công thức hóa học C17H35COONa. Chất rắn màu trắng này là loại xà phòng thông dụng nhất. Nó có mặt trong nhiều loại chất khử mùi, cao su, sơn latex, và mực. Đây cũng là một thành phần của một số phụ gia và hương liệu thực phẩm.

## Sử dụng
Là đặc trưng của xà phòng, natri stearat có cả phần thân nước và phần thân dầu, tương ứng đó là gốc carboxylat và mạch hydrocarbon dài. Hai thành phần khác nhau về mặt hóa học giúp hình thành nên những mixen, trong đó đầu thân nước hướng ra ngoài còn đuôi kị nước hướng vào bên trong, cung cấp một môi trường thân dầu cho các hợp chất kị nước. Phần đuôi hòa tan trong dầu mỡ và tạo ra các thể mixen. Nó cũng được sử dụng trong công nghiệp dược phẩm như một chất hoạt động bề mặt để cải thiện tính tan của các chất kị nước khi sản xuất nhiều loại chất sủi bọt trong miệng (mouth foam).

## Sản xuất
Natri stearat được tạo ra như là sản phẩm chính của quá trình xà phòng hóa dầu và chất béo. Hàm lượng natri stearat tùy thuộc vào thành phần chất béo. Mỡ động vật có chứa hàm lượng cao acid stearic (dưới dạng triglyceride), trong khi hầu hết các loại chất béo khác chỉ chứa hàm lượng nhỏ. Phương trình phản ứng lý tưởng cho quá trình tạo natri stearat từ tristearin (triglyceride của acid stearic) như sau:
(C17H35COO)3C3H5 + 3NaOH → C3H5(OH)3 + 3C17H35COONa
Natri stearat tinh khiết có thể được tạo ra từ phản ứng trung hòa acid stearic với natri hydroxide.